# 1990年亞洲運動會中華台北代表團
1990年亞洲運動會中華台北代表團是中華民國（台灣）以“中華台北”名義，參與在中國北京舉行的1990年亞洲運動會。

## 獎牌項目

### 正式項目
| 比賽項目 | 金牌 | 銀牌 | 銅牌 | 總數 |
| 田徑     | 0    | 4    | 3    | 7    |
| 舉重     | 0    | 2    | 2    | 4    |
| 柔道     | 0    | 1    | 7    | 8    |
| 自由車   | 0    | 1    | 1    | 2    |
| 射箭     | 0    | 1    | 1    | 2    |
| 高爾夫   | 0    | 1    | 0    | 1    |
| 競技體操 | 0    | 0    | 2    | 2    |
| 跳水     | 0    | 0    | 1    | 1    |
| 壘球     | 0    | 0    | 1    | 1    |
| 籃球     | 0    | 0    | 1    | 1    |
| 手球     | 0    | 0    | 1    | 1    |
| 武術     | 0    | 0    | 1    | 1    |

### 示範項目
| 比賽項目 | 金牌 | 銀牌 | 銅牌 | 總數 |
| 軟式網球 | 1    | 0    | 1    | 2    |
| 棒球     | 1    | 0    | 0    | 1    |

## 參賽選手
- 射箭：邱炳坤、涂志成、曾震仁、劉碧瑜、賴芳美、劉碧瑜、秦秋月
- 射擊：郭孟熙、李松界、洪天壽、洪瑞麟、蔡白生、蔡文傑、黃義介
- 游泳男子組：蔡心嚴、李士宏、蔡忠達、許峰銘、陳昭宇
- 游泳女子組：司徒加慧、許富菁、許富淑、林玲安
- 跳水：李淵明
- 田徑男子組：鄭新福、林金雄、蔡益成、謝宗澤、賴正全、乃慧芳、賴正全、廖學松、彭貴賢、王耀聰、林義順、古金水、李福恩
- 田徑女子組：王惠珍、陳雅莉、徐秀英、官玉秀、蘇瓊月、鄭妃汝、馬君萍
- 競技體操：張峰治、陳翰廷、林正明、林建佳、吳金展、黃柏瑞、江建東
- 壘球女子團體：蘇玉純、葉美秀、徐秀蓉、韓幸霖、李梅、蔡瑜君、杜惠萍、顏秀姿、陳慧菁、張曉菁、鍾瓊瑤、徐春花、劉雲秀、周毓齡、賴榮梅、王雅芬、楊慧君
- 籃球男子團體：周俊三、周海容、朱志清、東方介德、邱宗志、王耘寰、李志強、鄭志龍、曾增球、蔡福財、白明禮、陳忠強
- 籃球女子團體：覃素莉、張麗卿、鄧碧珍、何詠文、李碧霞、陳伊蘭、祁慶璐、陳淑真、齊璘、吳秀桂、蔣憶德、錢薇娟
- 足球女子組：顏春梅、陳玉婷、謝素貞、許家珍、謝麗娟、林美智、柯巧玲、羅居銀、黃玉娟、陳美蘭、車秀芳、陳寶猜、顏細珠、李梅琴、周台英、吳素卿、洪麗琴、馬雄秋
- 桌球男子組：紀金水、洪光燦、謝文堂、吳森嚴
- 桌球女子組：王明月、黃美珍、杜美華、林麗如
- 網球男子組：連玉輝、劉中興、李元宏、陳漢森、江勁彥、何國龍
- 網球女子組：王思婷、賴素玲、林芳伶、林雅慧、林素平、林素茉
- 排球女子團體：葛晶珮、劉瑞玲、林月霞、許春蓮、陳佩菁、馬英娟、林杏麗、王瑞菁、劉秀娟、周桂仁、倪雅華、邱金治
- 手球女子團體：王淑敏、吳春秋、王素月、林佩玲、楊淑華、趙文玉、詹文琴、徐瑞玉、張美虹、林素鈴、陳雅雪、張善齊、周娟娟、洪淑芳、江玉棻、陳秋萍
- 高爾夫男子組：葉偉志、葉彰廷、李鍊福、張澤鵬
- 高爾夫女子組：連佩芬、黃慧芳、黃玉珍、曾秀鳳
- 自由車男子組：李福祥、高漢懋、周宗德、張勝凱、徐瑞德、黃顯熙、葉世冠、林文進、賴賜文、蘇皓志、張學倫
- 自由車女子組：楊秀珍、師麗碧
- 拳擊：盧志雄、譚鴻彬
- 擊劍男子組：楊進國、賴明助、黃迪明、陳瑞斌、王三財
- 擊劍女子組：黃金珠、孔憲文、劉淑娟、蘇寶蓉、詹佳蓉
- 柔道男子組：林文亮、黃建龍、許蔡傳、廖德成、張傑、鄭小龍、王鍵慰、嚴國哲
- 柔道女子組：黃玉欣、周育萍、蔡淑惠、廖典英、吳玫玲、許苑玲、陳美慧、陳鈴真
- 舉重男子組：蔣明雄、廖星州、周志勇、廖志明、屠國華
- 舉重女子組：倪嘉苹、楊美子、陳瑞蓮、陳淑枝、卯英華、趙珍葉
- 角力自由式：陳涼明、陳世偉、葉信宏、李冠輝、李南德、林慶瑞、紀忠輝、紀滿憲、林鼎政
- 角力希羅式：侯駿逸、羅昭成、阮昇浩、洪肇欽、朱國棟、張瑞興、朱文祥、陳玉騏、張俊傑、蔡玉奎
- 武術男子組：詹明樹、陳漢賓、盧建樺、李俊輝、洪小猛、張世博
- 武術女子組：黃諦納、藍孝勤、歐曉玲、卓玉雀、柯端方、黃玉萍
- 棒球男子團體（示範項目）：郭李建夫、蔡明宏、羅振榮、劉志昇、林朝煌、張正憲、江泰權、王光熙、張文宗、黃忠義、羅國璋、張耀騰、古國謙、許文謙、陳威成、曾貴章、廖敏雄、楊章鑫
- 軟式網球（示範項目）：劉宏祐、賴永僚、楊政勳、黃錦洲、劉宏祐、賴永僚、廖南凱、謝謨郁、呂建和、唐國峰
- 軟式網球女子團體（示範項目）：李淑惠、李秀媛、李香枝、廖彩華、彭美園、陳芬平、黃曉萍、彭惠珍